# بخش پارک‌ها، جنگل‌داری و تفریحات تورنتو
بخش پارک‌ها، جنگل‌داری و تفریحات تورنتو (انگلیسی: Toronto Parks, Forestry and Recreation Division) بخشی از دولت شهر تورنتو در تورنتو که مسئول حفظ سیستم پارک شهری و فضاهای طبیعی، تنظیم و ارائه خدمات جنگلداری شهری، و ارائه برنامه‌های تفریحی در تأسیسات مدیریت شهری است.